# Loxothylacus panopaei
Loxothylacus panopaei is een krabbezakjessoort uit de familie van de Sacculinidae. De wetenschappelijke naam van de soort is voor het eerst geldig gepubliceerd in 1884 door Gissler.